# Yo La Tengo
Yo La Tengo é uma banda norte-americana de rock formada em 1984 em Hoboken, Nova Jersey. É composta por Ira Kaplan (vocal e guitarra), Georgia Hubley (vocal e bateria), Dave Schramm (guitarra) e James McNew (baixo).
Composta originalmente por Ira Kaplan, e sua esposa Georgia Hubley, a banda colocou um anúncio procurando outros músicos que compartilhavam seu gosto musical pelos The Soft Boys, Mission of Burma e Love de Arthur Lee. Um número considerável de baixistas e guitarristas passaram pela banda nos seus primeiros anos. Apesar disso, os membros pareceram estabilizar-se com a entrada do guitarrista Dave Schramm e do baixista Mike Lewis, durante as gravações do álbum Ride the Tiger, de 1986.
Pouco antes do lançamento do primeiro álbum, ambos Schramm e Lewis saíram da banda, deixando Ira Kaplan responsável pela guitarra e Stephan Wichnewski entrou em 1987 como baixista da banda. Schramm retornou mais tarde em 1990, nas gravações do álbum Fakebook. Um novo baixista, James McNew, apareceu nas gravações do EP May I Sing with Me.

## Discografia
- Ride the Tiger (1986)
- New Wave Hot Dogs (1987)
- President Yo La Tengo (1989)
- Fakebook (1990)
- May I Sing with Me (1992)
- Painful (1993)
- Electr-O-Pura (1995)
- Genius + Love = Yo La Tengo (com Jad Fair e Daniel Johnston) (Matador, 1996)
- I Can Hear the Heart Beating as One (1997)
- And Then Nothing Turned Itself Inside-Out (2000)
- The Sounds of the Sounds of Science (2002)
- Summer Sun (2003)
- Prisoners of Love: A Smattering of Scintillating Senescent Songs: 1985-2003 (2004)
- Yo La Tengo is Murdering the Classics (2006)
- I'm Not Afraid Of You And I Will Beat Your Ass (2006)
- Popular Songs (2009)
- Fade (2013)
- There's a Riot Going On (2018)
- We Have Amnesia Sometimes (2020)
- This Stupid World (2023)

### Yo La Tengo & Jad Fair
- Strange But True (1998) Jad Fair & Yo La Tengo

## Singlese EPs
- The Asparagus Song/For the Turnstiles (1987)
- That Is Yo La Tengo (1991)
- Upside Down (1992)
- From a Motel 6 (EP/1994)
- Shaker (EP/1994)
- Tom Courtenay (EP/1995)
- Camp Yo La Tengo (EP/1995)
- Autumn Sweater (1997)
- Blue-Green Arrow (1997)
- Little Honda [7] (1997)
- Rocket # 9 (1997)
- Sugarcube (EP/1997)
- Little Honda (EP/1998)
- You Can Have It All (2000)
- Danelectro (2000)
- Saturday (2000)
- Nuclear War (2002)
- Today Is the Day (EP/2003)